# Tetraleurodes ursorum
Tetraleurodes ursorum is een halfvleugelig insect uit de familie witte vliegen (Aleyrodidae), onderfamilie Aleyrodinae.
De wetenschappelijke naam van deze soort werd voor het eerst geldig gepubliceerd door Cockerell in 1910.